# سيرب
سيرب (بالإستونية:Sirp أي المنجل) هي صحيفة ثقافية إستونية. مستقلة سياسيا، مقر تحريرها تالين.
تصدر الصحيفة كل يوم جمعة، عدد النسخ المطبوعة هي 4.900 نسخة، يبلغ عدد قرائها حوالي 14.000 قارئ، يتم طبع الصحيفة باللونين الأبيض والأسود فقط. المواضيع الرئيسية التي تتناولها هي أقسام المسرح والسينما والفن والأدب والمجتمع.

## وصلات خارجية
- موقع الصحيفة (باللغة الإستونية)